# Nagroda im. Attili Józsefa

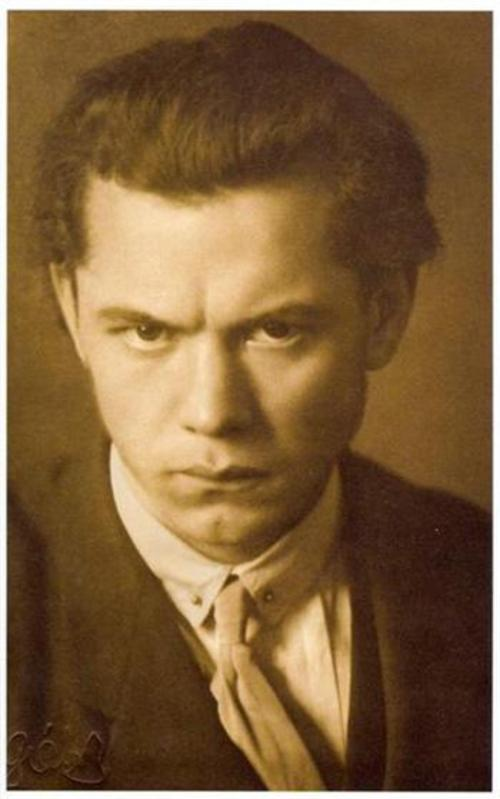
Portret Attili Józsefa

Nagroda im. Attili Józsefa (węg. József Attila-díj) – węgierska państwowa nagroda literacka przyznawana od 1950 roku poetom, prozaikom oraz krytykom literackim.

## Wybrani laureaci
- Klára Fehér (1950)[2]
- Sándor Tatay (1957, 1961, 1979)[3]
- István Fekete (1960)[4]
- Ervin Lázár (1974)[5]
- Ágnes Gergely (1977, 1987)[6]
- György Spiró (1982)[7]
- Árpád Göncz (1983)[8]
- Zsuzsa Vathy (1986)[9]
- László Krasznahorkai (1987)[10]
- György Petri (1990)[11]
- Ottó Tolnai (1991)[8]
- Krisztina Tóth (2000)[12]
- János Lackfi (2000)[13]
- Anna T. Szabó (2002)[14]
- János Háy (2002)[15]
- Konrad Sutarski (2019)[16]